# Associazione Sportiva Teramo 1940-1941
Questa voce raccoglie le informazioni riguardanti l'Associazione Sportiva Teramo nelle competizioni ufficiali della stagione 1940-1941.

## Rosa
| N. |                   | Ruolo | Calciatore          |
| -- | ----------------- | ----- | ------------------- |
|    | Italia (bandiera) | P     | Giuseppe Ambrosini  |
|    | Italia (bandiera) | C     | Arrigo Benussi      |
|    | Italia (bandiera) |       | Costante Bernardini |
|    | Italia (bandiera) | P     | Paolo Bonolis       |
|    | Italia (bandiera) | D     | Ludovico Cellerino  |
|    | Italia (bandiera) | A     | Mario Cocciolito    |
|    | Italia (bandiera) | D     | Armando Creziato    |
|    | Italia (bandiera) | D     | Benedetto Del Re    |
|    | Italia (bandiera) |       | P. Di Gianvittorio  |
|    | Italia (bandiera) | D     | Francesco Ferraioli |
|    | Italia (bandiera) | C     | Vittorio Foglia     |
|    | Italia (bandiera) | A     | Vittorio Ginaldi    |
|    | Italia (bandiera) |       | G. Mancini          |

| N. |                   | Ruolo | Calciatore          |
| -- | ----------------- | ----- | ------------------- |
|    | Italia (bandiera) |       | V. Massignà         |
|    | Italia (bandiera) | A     | Domenico Marzi      |
|    | Italia (bandiera) | P     | Piero Miglio        |
|    | Italia (bandiera) | A     | A. Morselli         |
|    | Italia (bandiera) | P     | Dante Paolini       |
|    | Italia (bandiera) | A     | Ciriaco Pietrangeli |
|    | Italia (bandiera) | A     | G. Rodomonte        |
|    | Italia (bandiera) | D     | Vittorio Scarponi   |
|    | Italia (bandiera) |       | T. Sorgi            |
|    | Italia (bandiera) | A     | M. Trevisanato      |
|    | Italia (bandiera) | D     | Mameli Viani        |
|    | Italia (bandiera) | C     | Armando Viotto      |